# Rangpur (ville du Bangladesh)
Pour les articles homonymes, voir Rangpur.
Rangpur est une des plus grandes villes du Bangladesh. Elle est située dans le district de Rangpur, dans la division de Rangpur au nord-ouest du Bangladesh.